# ポエール
『ポエール』(POERRE) は、日本のイラストレーターたけださなえが著作の絵本とキャラクター。

冬の癒し系キャラクター。日本語表記は《ポエ〜ル》、英語表記は（POERRE）。
企画•プロデュースを行なった企業J-chara（J-キャラ）が絵本発売直後2005年に倒産した為、一時POPY（現PLEX）とPV映像制作に関わったゼクシズ（デジタルコンテンツ部）が窓口となった。

## ストーリー
綿菓子のようなやわらかい雪の降る街《コットンタウン》。
ここに住む不思議な生き物たち《ポエ〜ル》。
ポエ〜ルは、みんなとぼけた表情をしているけど、かれらなりに悩んだり考えたりして、一生懸命生きています。
そんなポエ〜ルたちのものがたり。

## メインキャラクター
- モグ

いつでもマイペース。とても食いしん坊で食べるの大好き。食べるとほっぺがふくらむ。
- イチゴ

お世話好きだけど、不器用。常に全力投球だけど、ドジばかりふんでしまう。
好きなものはイチゴ。お花が大好きで趣味はガーデニング。
- プリン

読書と音楽が大好きな勉強家。いろんなことを知っているのでお兄さん的な存在。
時には無理しすぎることも。好きなものはプリン。
- クリボ

料理が大好きで、しょっちゅうお菓子や料理をつくっている。好きなものはクリ。
- ニガミ

いじわる好き。でも、とてもさみしがりや。本当はみんなの中に入りたい。
素直になりたいけどなれない…。
- ピリリ

ニガミの妹。すごくいじわる。ニガミよりもいじわる。

## その他のキャラクター
- バナナ
- オレンジ
- モモ
- ビスケット
- ブルーベリー
- リンゴ
- キャンディ
- チョコ
- ドーナツ
- シュー
- アイス
- カボ
- メロン
- モッチ

- ドロップス
- コンペイト
- マシュマロウズ
- ゴマクロ＆ゴマシロ

## 書籍
- 絵本「ポエ〜ル」　株式会社文溪堂（2004年12月初版）第8刷ISBN978-4-89423-413-0

## 過去発売された商品
- ぬいぐるみ（サンアンドスター）
- フィンガーパペット（サンアンドスター）
- ミニジグソーパズル（EIKOH）
- ガスト 幸楽苑   店舗カプセルトイ（POPY）
- 『tehon』（缶バッヂ付手のひらサイズ絵本）（POPY）

## WEB
デジタル絵本「ストーリーゲート」so-net

## モバイル
- ケータイ「きせかえ★プレイトイズ」